# Casimiro Bravo
Casimiro Bravo (Chilpancingo, Guerrero, 1761 - Chichihualco, Guerrero, 1840) fue un militar mexicano de las fuerzas insurgentes que combatió al ejército realista durante la Guerra de Independencia en la que México derrotó al gobierno virreinal para convertirse en una nación independiente. En combate se le unieron sus hermanos Leonardo, Víctor, Máximo y Miguel, todos de apellido Bravo así como su sobrino, el futuro tres veces presidente de México Nicolás Bravo.

## Biografía
Nació en Chilpancingo, Guerrero en 1761. Al iniciarse la guerra de Independencia se unió a las fuerzas de Hermenegildo Galeana, participó en el Sitio de Cuautla y en otras. Al morir Morelos varios insurgentes se retiran de la lucha y ésta declina. Casimiro no se rinde y lucha junto a Vicente Guerrero y a Pedro Ascencio Alquisiras, aunque su sobrino, Nicolás Bravo estuvo preso de 1817 a 1820. Se unió al Plan de Iguala y apoya a Iturbide. Entró a la Ciudad de México junto con el Ejército Trigarante el 27 de septiembre de 1821. No se sabe más de su vida, solo que se retiró a Chichihualco, Guerrero donde murió en 1840.